# Lliga Patriòtica de Dames
La Lliga Patriòtica de Dames es va fundar l'any 1906. Era la secció femenina del partit polític Lliga Regionalista i tenia l'objectiu de formar les dones catalanes en el nacionalisme. La funció d'aquesta lliga era que les dones que en formaven part secundessin l'acció dels homes del partit, que entenia que a les dones no els corresponia el paper de votants.
La Lliga Patriòtica de Dames neix en el context del nacionalisme d'origen burgès i el reformisme catòlic, que considerava que les dones havien de seguir circumscrites a l'àmbit privat de la llar i la família. Les reivindicacions d'aquesta tipologia conservadora de feminisme prioritzava l'educació i socialització dels fills, però es dirigia a la defensa dels valors culturals i les institucions catalanes; també emfatitzava la necessitat d'influenciar els marits com a forma indirecta de participació en la vida pública. A primera línia de la Lliga Patriòtica de Dames hi havia les escriptores Dolors Monserdà o Carme Karr, que l'any 1917 va abandonar la Lliga per fundar, el 1921, l'organització Acció Femenina, distanciada ja del nacionalisme conservador.
Aquesta secció femenina de la Lliga Regionalista de Catalunya va tenir el seu equivalent al País Basc, que com Catalunya era un dels territoris més industrialitzats de l'estat espanyol i en conseqüència un baluard de la burgesia liberal. L'any 1922 es va constituir la Junta de la Dona Patriòtica (Emakume Abertzale Batza, EAB), també vinculada al nacionalisme burgès. A partir dels anys 1930 tots els partits polítics del segle xx van incorporar seccions femenines que van fer reorientar el pensament de negar el vot a la dona a defensar el sufragi universal.